# Líneas Aéreas Paraguayas
Líneas Aéreas Paraguayas - Air Paraguay era una compagnia aerea paraguaiana fondata nel 1962 per essere la compagnia di bandiera del Paraguay. La sua base principale era l'Aeroporto Internazionale Silvio Pettirossi, ad Asunción.

## Storia

### Operazioni iniziali
LAP era stata formata dell'Aviazione Militare Paraguayana nel 1962 tramite il decreto Nr.337 del 18 marzo 1963 emanato dal governo paraguayano. Iniziò le operazioni il 20 agosto dello stesso anno, utilizzando tre Convair CV-240. I servizi includevano voli per Rio de Janeiro, Buenos Aires, Montevideo, San Paolo e Curitiba dalla capitale Asunción. I CV-240 furono sostituiti da tre aerei turboelica Lockheed L-188A/C Electra acquistati dalla Eastern Air Lines nel 1969 e operati dalla LAP per oltre 20 anni. Nel 1970 inizia il servizio a Santa Cruz de la Sierra in Bolivia e Resistencia e Salta in Argentina con un C-47 trasferito dal Trasporto Aereo Militare della FAP. Nel 1972 anche La Paz viene aggiunta alle rotte di LAP. Nel 1973 viene inaugurata una rotta per Lima e nel 1978 per Santiago in Cile.

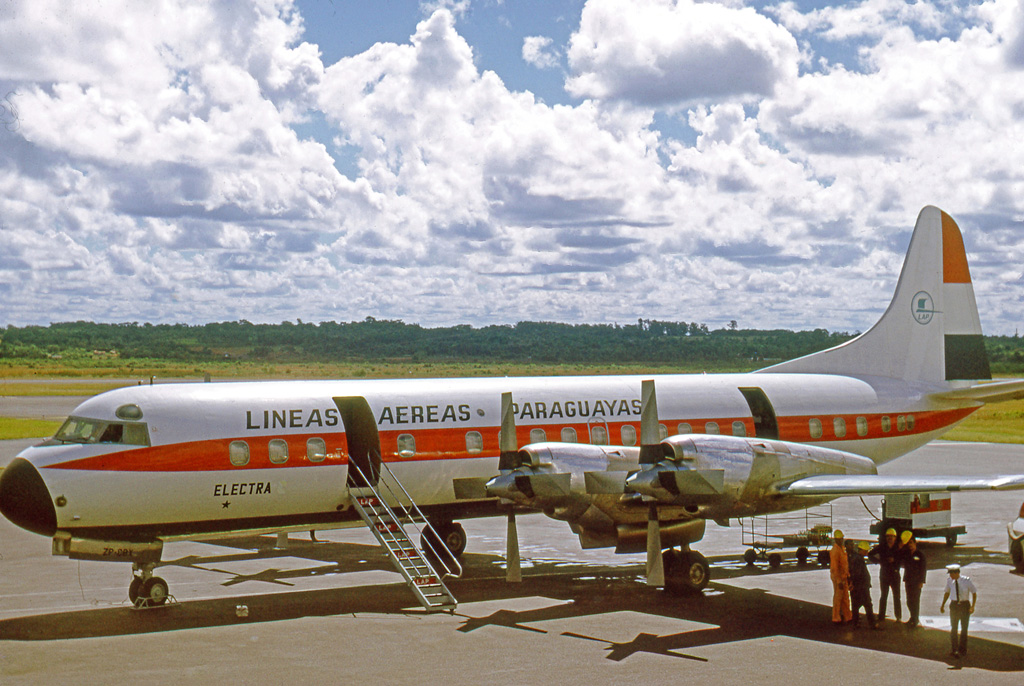
Un Lockheed Electra di LAP ad Asunciòn.

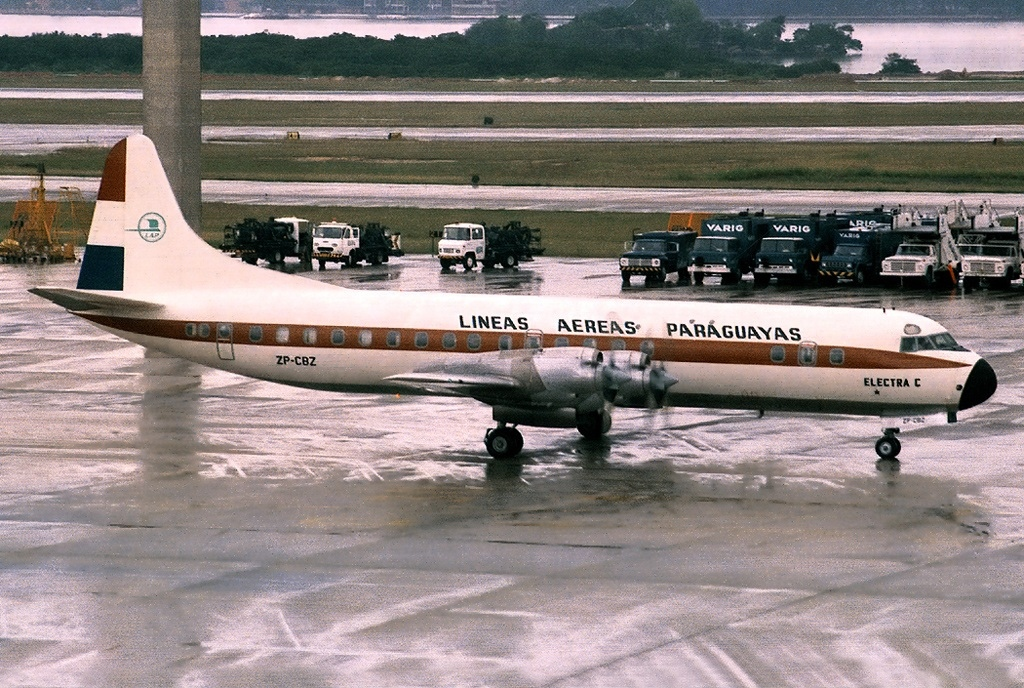
ZP-CBZ. Questo particolare velivolo, in seguito, fu venduto a Trans Service Airlift e reimmatricolato 9Q-CRR. Nel 1995 precipitò a causa dell'eccessivo peso a bordo, rendendolo, al 2022, il peggior disastro aereo in Angola.

### Operazioni di LAP con i jet
L'era dei jet arrivò nel 1978 con l'acquisto di due Boeing 707-320 dalla Pan American Airways aprendo così una rotta verso Miami. Nel 1979 fu la volta di quelle per Madrid e Francoforte. Quando venne acquistato un altro 707, nel 1982, toccò a Bruxelles. A causa delle restrizioni sul rumore, nel 1984 fu acquistato un Douglas DC-8-63 dall'Air Canada per la rotta verso Miami. Negli anni '80 furono provate altre vie come Città del Messico e Panama, ma solo per pochi mesi. Nel 1988 venne acquistato un DC-8-61 della Spantax. Questo aereo ebbe un incidente in Bs.As. nel 1990, sostituito da un DC-8-62 in leasing per alcuni mesi. Sempre nel 1990, LAP ricevette un ex DC-8-71 della United Airlines (questo aereo sarebbe stato infine acquistato da Emery Worldwide e si sarebbe schiantato come volo Emery Worldwide 17), seguito da un altro aereo simile nel 1991.
Nel 1992 entrò in servizio un Douglas DC-10-30. In seguito LAP ne ricevette altri due: uno dell'UTA per alcuni mesi e l'altro della VARIG. Le operazioni negli Stati Uniti e in Europa furono eseguite dai DC-10 e i voli regionali con un 707 e un DC-8-63. Nel 1993, e per alcuni mesi, un BAe 146-300 venne concesso in prestito direttamente dal produttore. Poiché la LAP era una società in perdita del governo, i tentativi di privatizzazione si rivelarono infruttuosi, portando alla decisione di chiudere l'operazione nel 1994.
Nell'ottobre dello stesso anno venne privatizzata e venduta a un consorzio ecuadoriano-paraguaiano, che riprese le operazioni nel febbraio 1995 con due Boeing 737-200 per le rotte regionali, tre Airbus A320-200 per i voli a medio raggio in Sud America e un Airbus A310-300 per la rotta verso Miami. I voli per l'Europa non si fecero.
Questa azienda fu rivenduta al gruppo brasiliano TAM nel 1996, che utilizzava solo jet Fokker 100 per coprire tutte le destinazioni regionali. La compagnia aerea venne così ribattezzata TAM-Mercosur (Transportes Aéreos del Mercosur). Le rotte verso Miami e l'Europa non furono mai riavviate. Nel 2008, TAM-Mercosur viene assorbita dalla società madre TAM Airlines e la controllata paraguaiana viene ribattezzata TAM Airlines Paraguay, attiva tutt'oggi. 

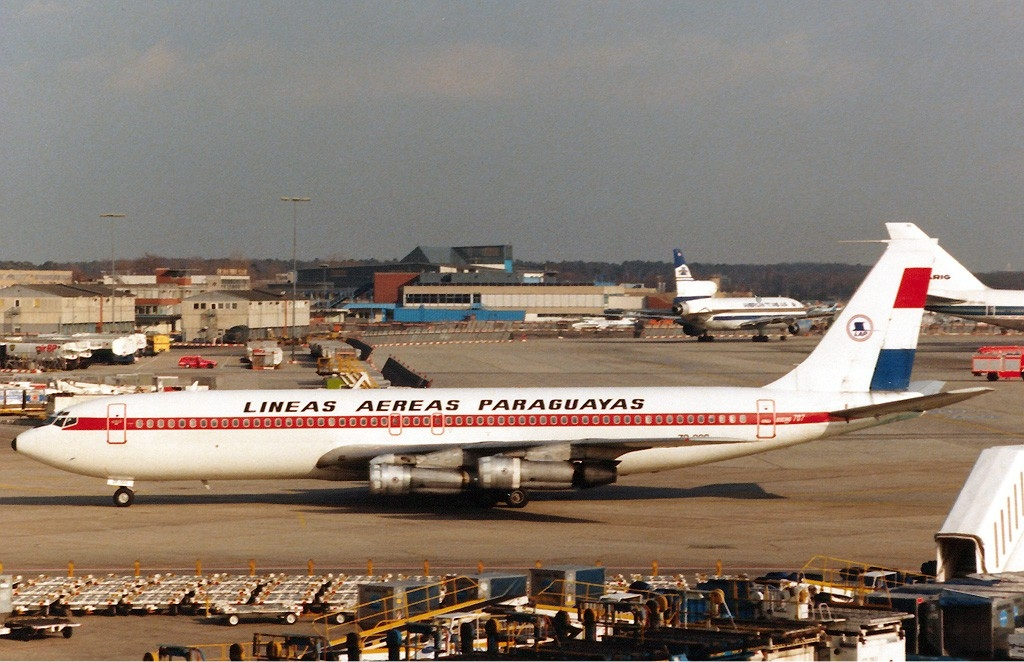
Un Boeing 707 di Líneas Aéreas Paraguayas a Francoforte sul Meno nel 1988.

## Flotta
- 3 Convair CV-240 (ex-Aerolíneas Argentinas)
- 3 Lockheed L-188A/C Electra (ex-Eastern Air Lines)
- 1 Douglas C-47B (R4D1) (ex Transporte Aéreo Militar/FAP)
- 3 Boeing 707-320 (ex-Pan Am)
- 1 McDonnell Douglas DC-8-63 (ex Air Canada)
- 1 McDonnell Doulgas DC-8-61 (ex-Spantax)
- 1 McDonnell Douglas DC-8-62 (in leasing)
- 2 McDonnell Douglas DC-8-71 (in leasing, ex-United Airlines)
- 3 McDonnell Douglas DC-10-30 (in leasing)
- 1 British Aerospace BAe 146-300 (in leasing)